# Montastruc (Lot-et-Garonne)
Montastruc (okzitanisch gleichlautend) ist eine französische Stadt mit 233 Einwohnern (Stand: 1. Januar 2022) im Département Lot-et-Garonne in der Region Nouvelle-Aquitaine. Die Gemeinde liegt im Arrondissement Villeneuve-sur-Lot und ist Teil des Kantons Le Livradais. Die Einwohner werden Montastrucais genannt.

## Geographie
Montastruc liegt etwa 32 Kilometer nordnordwestlich von Agen. Montastruc wird umgeben von den Nachbargemeinden Monbahus im Norden, Beaugas im Nordosten, Pinel-Hauterive im Osten, Monclar im Süden, Coulx im Südwesten, Tombebœuf im Westen sowie Villebramar im Nordwesten.

## Bevölkerungsentwicklung
| 1962                       | 1968 | 1975 | 1982 | 1990 | 1999 | 2006 | 2018 |
| -------------------------- | ---- | ---- | ---- | ---- | ---- | ---- | ---- |
| 464                        | 431  | 381  | 357  | 309  | 276  | 279  | 251  |
| Quellen: Cassini und INSEE |      |      |      |      |      |      |      |

## Sehenswürdigkeiten
- Kirche Saint-Étienne aus dem 14. Jahrhundert
- Kirche Saint-Pierre-de-la-Croix im Ortsteil Le Colombier aus dem 16. Jahrhundert, seit 1997 Monument historique
- frühere Kirche Saint-Étienne in Périllac
- Kirche Saint-Pierre im Ortsteil Bourdie

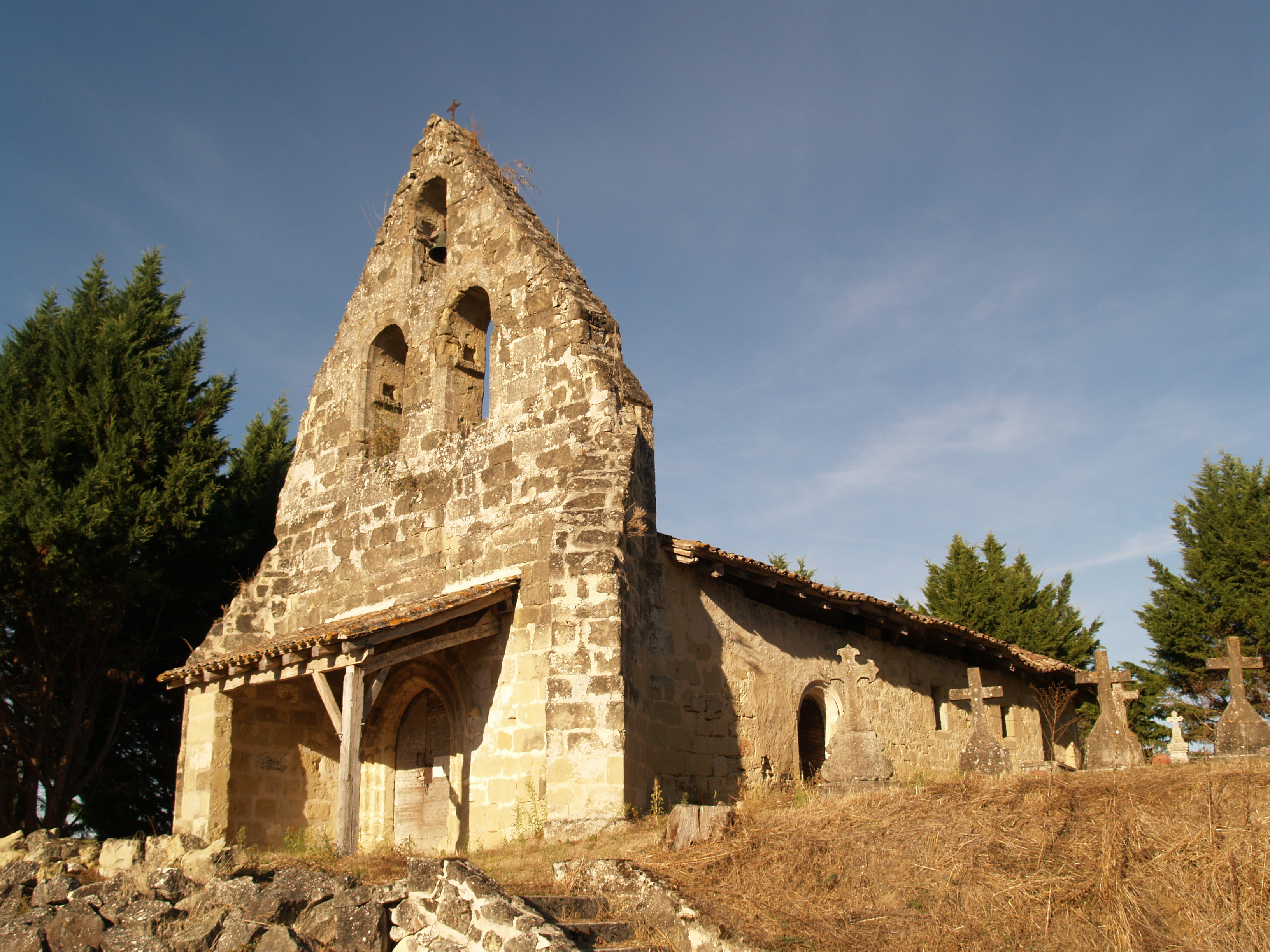
Kirche Saint-Pierre im Ortsteil Bourdie